# Ozero Bojarskoje
Ozero Bojarskoje (ryska: Озеро Боярское) är en sjö i Belarus.   Den ligger i voblasten Vitsebsks voblast, i den norra delen av landet, 160 km nordost om huvudstaden Minsk. Ozero Bojarskoje ligger 128 meter över havet. Arean är 0,18 kvadratkilometer.
I omgivningarna runt Ozero Bojarskoje växer i huvudsak blandskog. Runt Ozero Bojarskoje är det ganska glesbefolkat, med 27 invånare per kvadratkilometer.